# 马雷诺斯家族
马雷诺斯（希臘語：Μαλεΐνος）是一个拜占庭希腊人家族的族姓，最早于9世纪出现在文獻中，并于10世纪逐渐成为最有权势的几家安纳托利亚世家大族（所谓“强大者”）之一，其许多成员都担任拜占庭帝国的高级将领。但他们的权势与财富使自己成为拜占庭皇帝巴西尔二世（976-1025年在位）打击的目标，因而衰落。不过其居住在安纳托利亚与巴尔干的成员在11-12世纪仍在史料中出现。

## 历史与成员
这个家族属希腊起源，于9世纪后半叶出现在历史记载中。有观点认为他们的族姓可能源自比提尼亚地区的马拉吉纳，但他们的主要地产所在地与权力基地都在卡帕多西亚地区的哈尔希安军区，应该认为那里才是他们的家乡。 
家族的第一个已知成员是将领尼基弗鲁斯·马雷诺斯（Νικηφόρος Μαλεΐνος），不过关于他，我们只知道他于866年镇压了最近被谋害的“凯撒”巴尔达斯的女婿“邮传书记（λογοθέτης τοῦ δρόμου）”辛巴提奥斯的叛乱。9世纪余下的时间里，还有一位有“贵族（πατρίκιος）”头衔的将领尤斯塔修斯·马雷诺斯（Εὐστìθιος Μαλεΐνος）在记载中出现，他可能是尼基弗鲁斯的兄弟或儿子。尤斯塔修斯之子欧多基莫斯（Ευδόκιμος） 与“贵族”阿德拉莱斯托斯（Ἀδράλεστος）的女儿结婚，而阿德拉莱斯托斯还与皇帝罗曼努斯一世（920-944年在位）有姻亲关系。
欧多基莫斯有七个孩子，其中最有名的是君士坦丁·马雷诺斯与米海尔·马雷诺斯。君士坦丁从军，曾于10世纪中期长期担任卡帕多西亚军区的将军，并在任上多次与阿拉伯人作战；米海尔则在年轻时出家修道并名声大噪，曾资助著名僧侣安条克的亚那他修；他的一位姐妹嫁给了将领老巴尔达斯·福卡斯，于是他成为外甥尼基弗鲁斯·福卡斯（未来的尼基弗鲁斯二世皇帝，963-969年在位）与小利奥·福卡斯的精神导师。利奥·马雷诺斯（Λέων Μαλεΐνος）可能是尼基弗鲁斯·马雷诺斯或君士坦丁·马雷诺斯的儿子，曾参加帝国与阿拉伯人在叙利亚的战斗，并于953年战死。
由于与极具权势的福卡斯家族建立联系，到10世纪50年代，马雷诺斯成为安纳托利亚势力最大的家族之一，并聚集了大量财富。阿拉伯史料记载，他们的某处地产自比提尼亚的克劳狄波利斯城延伸到桑加里俄斯河，占地超过115平方千米。 10世纪后期，马雷诺斯家族的首要人物是君士坦丁之子，拥有散官衔“总长（μìγιστρος）”的将领尤斯塔修斯·马雷诺斯，他在约翰一世（969-976年在位）时期及巴西尔二世在位（976-1025年在位）初期是帝国的重要将领，但参加了987年小巴尔达斯·福卡斯领导的贵族叛乱。989年小巴尔达斯死后，尤斯塔修斯受到的惩罚不重 ，只是被软禁在他的庄园中。几年之后，巴西尔二世命他移居君士坦丁堡，并在他死后没收了他的财产。
马雷诺斯家族在此之后再也不能恢复原有的权势。官员铅印提供的信息显示其后来的成员仍曾官至“贵族（πατρίκιος）”、“主持者（πρόεδρος）”这样的高贵头衔，其姓名也曾在11-12世纪的法律、文学文献中出现，在马其顿还出现了一个家族分支，可能是由于塞尔柱突厥人对卡帕多西亚的征服。这些史料的性质与其稀疏性表明家族实际已失去了政治力量。1084年的史料记录了塞萨洛尼基附近一位名叫斯特法诺斯·马雷诺斯（Στέφανος Μαλεΐνος）的地主，还有一位马雷诺斯家族成员曾于1185年叛乱对抗安德洛尼卡一世（1183-1185年在位），但尼基塔斯·霍尼阿特斯称他出身并不高贵，也不富有。此后就再也没有史料能证明家族的存在。
10世纪后半叶-12世纪，在南意大利，尤其是卡拉布里亚也有一个马雷诺斯家族，其成员曾从军、担任官员或进入教会，但不能确定他们与安纳托利亚的马雷诺斯家族有没有或者有什么样的关系。
1. ↑  Krsmanović 2003，Chapter 2.
2. 1 2 3 4 5 6 7  Kazhdan & Cutler 1991，第1276頁.
3. 1 2  Krsmanović 2003，Chapter 3.
4. ↑  PmbZ，Nikephoros (#5332).
5. ↑  PmbZ，Eustathios Maleinos (#1788).
6. ↑  Krsmanović 2003，Chapter 4.
7. ↑  Holmes 2005，第333–334頁.
8. ↑  Holmes 2005，第334頁.
9. ↑  Krsmanović 2003，Auxiliary Catalogs.
10. ↑  PmbZ，Leon Maleïnos (#24509).
11. ↑  Krsmanović 2003，Chapter 1.
12. ↑  Krsmanović 2003，Chapter 5.
13. ↑  Krsmanović 2003，Chapter 7.
14. ↑  Krsmanović 2003，Chapter 8.